# Johann Leuber

Johann Leuber

Johann Leuber (* 21. Juni 1588 in Dresden; † 8. August 1652 ebenda) war kursächsischer Gesandter bei den Westfälischen Friedensverhandlungen in Münster und Osnabrück.

## Leben

### Herkunft und Familie
Johann Leuber wurde als Sohn des Anthonius Leuber (* 1560, Pfarrer und Superintendent) und seiner Gemahlin Anna Reichmann (* 1568) geboren. Im Juli 1619 heiratete er Catharina Maria Schöner († 1639). Von den neun Kindern dieser Ehe überlebten nur der Sohn Wilhelm (* 1635) und vier Töchter.

### Werdegang und Wirken
Nach dem Besuch des Gymnasiums in Lemgo studierte Johann an den Universitäten Jena und Wittenberg Jura und promovierte im Jahre 1616 an der Universität Basel. Er beherrschte die Fremdsprachen Griechisch, Latein, Französisch, Italienisch und Spanisch. Die Kenntnisse hatte er sich auf längeren Bildungsreisen angeeignet.
Während einer halbjährigen Beschäftigung beim Reichskammergericht in Speyer befasste er sich mit Prozess- und Kammergerichtssachen. Nach der Bestallung als schwarzburgischer Hofrat in Sondershausen schloss sich eine sechsjährige Tätigkeit an. Im Jahre 1623 wurde er vom sächsischen Kurfürsten Johann Georg I. zum Regierungsrat der Grafschaft Henneberg ernannt. 1639 zum Hof- und Justizrat ernannt, folgte die Entsendung zum Kurfürstentag nach Nürnberg. Von 1640 bis 1642 war er auf dem Reichstag in Regensburg. Neben Johann Ernst Pistoris nahm Johann ab 1645 als kursächsischer Prinzipalgesandter an den Friedensverhandlungen in Münster und Osnabrück teil. Am 24. November 1648 unterzeichnete er als Letzter die Friedensverträge und reiste nach Abwicklung der Formalitäten und Bezahlung der Schulden am 2. Juli 1649 nach Dresden zurück. Am dänischen Hof war er von August 1651 bis Juli 1652 in diplomatischer Mission tätig.

### Ehrungen
- Erhebung in den Adelsstand durch Kaiser Ferdinand III.
- 1651 Ernennung zum Geheimer Rat

### Sonstiges
Leuber erhielt als Anerkennung für seine Leistungen vom Kurfürsten ein Haus in der Moritzstraße in Dresden. Das Grabmal seiner Tochter Eleonore (1621–1646) befand sich bis 1945 in der Frauenkirche.